# D'Nash
 (енгл. D'Nash) је шпански мушки бенд, познат као представник Шпаније на Песми Евровизије 2007. у Хартвал Арени, Хелсинкију у Финској. Броји четири члана, професионалних певача и играча, који су пореклом Шпанци.

## Чланови
- Басти - право име : Естебан Пињеро Камачо - рођен 28. фебруара 1981. у Кадизу,
- Микел - право име : Михаел Енет Сотомајор - рођен 20. јануара 1983. на Канарским острвима,
- Хави - право име : Франсиско Хавијер Алварез Колинет - рођен 30. априла 1983. у Севиљи,
- Оњи - право име : Антонио Мартос Ортиз - рођен 19. фебруара 1981. у Валенсији,

## Евровизија 2007.
Група Nash је учествовала у Финалној вечери избора за Песму Евровизије у Хартвал арени 12. маја 2007. под редним бројем 2. Изводили су песму на енглеском и шпанском језику, под називом „I Love You Mi Vida”, (срп. „Волим те, срце моје”). Група је заузела 20. место у конкуренцији 25 земаља, са само 43 поена. Овај бенд је постао популаран у појединим земљама, нарочито у Албанији која им је дала 12 поена.

## Дискографија

### Албуми
- (2006) -
- (2006) -
- (2007) -
- (2007) -

### Синглови
- (2006)
- (2006)
- (2006)
- (2007) (Евровизијски сингл са Песме Евровизије 2007. - срп. Волим те, срце моје)
- (2007) (срп. Стани крај мене)
- (2007) - (срп. Аманда) сингл издат и у Португалији и Андори